# 西格瓦德·西韦特森
西格瓦德·西韦特森（挪威語：Sigvard Sivertsen，1881年2月27日—1963年12月27日），挪威男子体操运动员。他曾获得1908年夏季奥运会男子团体全能银牌和1912年夏季奥运会男子团体自由全能金牌。